# Мађарска на Зимским олимпијским играма 2002.
Мађарска је учествовала на Зимским олимпијским играма које су одржане 2002. године у Солт Лејк Ситију, САД. Ово је било деветнаесто учешће мађарских спортиста на зимским олимпијадама. Мађарски спортисти ни на овој олимпијади нису освојили ниједну олимпијску медаљу, ниједан олимпијски бод.
На свечаном отварању игара заставу Мађарске је носила Кристина Еђед. На ову смотру Мађарска је послала укупно 25 такмичара (четрнаест мушких такмичара и једанаест женских такмичарки) који су се такмичили у седам спортова и двадесет пет спортских дисциплина.

## Резултати по спортовима
У табели је приказан успех мађарских спортиста на олимпијади. У загради иза назива спорта је број учесника
Са појачаним бројевима је означен најбољи резултат.
Принцип рачунања олимпијских поена: 1. место – 7 поена, 2. место – 5 поена, 3. место – 4 поена, 4. место – 3 поена, 5. место – 2 поена, 6. место – 1 поен.

| Спортска дисциплина              | Освојено место | Освојено место | Освојено место | Освојено место | Освојено место | Освојено место | Олимпијски поени | Такмичари | Такмичари | Такмичари |
| Спортска дисциплина              |                |                |                | 4.             | 5.             | 6.             | Олимпијски поени | Мушки     | Женске    | Укупно    |
| Алпско скијање (5)               | 0              | 0              | 0              | 0              | 0              | 0              | 0                | 1         | 1         | 2         |
| Биатлон (4)                      | 0              | 0              | 0              | 0              | 0              | 0              | 0                | 1         | 2         | 3         |
| Боб (2)                          | 0              | 0              | 0              | 0              | 0              | 0              | 0                | 5         | 2         | 7         |
| Брзо клизање (6)                 | 0              | 0              | 0              | 0              | 0              | 0              | 0                | 1         | 1         | 2         |
| Уметничко клизање (2)            | 0              | 0              | 0              | 0              | 0              | 0              | 0                | 1         | 1         | 2         |
| Брзо клизање на кратке стазе (6) | 0              | 0              | 0              | 0              | 0              | 0              | 0                | 3         | 3         | 6         |
| Скијашко трчање (5)              | 0              | 0              | 0              | 0              | 0              | 0              | 0                | 3         | 1         | 4         |
|                                  |                |                |                |                |                |                |                  |           |           |           |
| Укупно                           | 0              | 0              | 0              | 0              | 0              | 0              | 0                | 14        | 11        | 25        |

## Скијање

### Алпско скијање
Жене
| Скијаш              | Дисциплина       | 1. круг | 1. круг | 2. круг            | Збир              | Збир              |
| Скијаш              | Дисциплина       | Време   | Поз.    | Време              | Време             | Поз.              |
| ------------------- | ---------------- | ------- | ------- | ------------------ | ----------------- | ----------------- |
| Марија Ваштаг Регеш | Слалом, жене     | 1:17,66 | 49.     | није стигла на циљ | испала у 2. кругу | испала у 2. кругу |
| Марија Ваштаг Регеш | велеслалом, жене | 1:27,64 | 51.     | 1:24,86            | 2:52,50           | 44.               |

Мушки
| Скијаш      | Дисциплина             | 1. круг | 1. круг | 2. круг | Збир    | Збир |
| Скијаш      | Дисциплина             | Време   | Поз.    | Време   | Време   | Поз. |
| ----------- | ---------------------- | ------- | ------- | ------- | ------- | ---- |
| Петер Винце | Слалом, мушки          | 1:01,46 | 48.     | 1:14,11 | 2:15,57 | 33.  |
| Петер Винце | Велеслалом, мушки      | 1:23,99 | 71.     | 1:22,74 | 2:46,73 | 56.  |
| Петер Винце | Супервелеслалом, мушки | 1:50,40 | 34.     |         |         |      |

## Биатлон
Жене, Биатлон
| Такмичар     | Дисциплина           | Време     | Грешка | Поз. |
| ------------ | -------------------- | --------- | ------ | ---- |
| Жужана Бекеч | Биатлон 7,5 km, жене | 25:42,1   | 1      | 67.  |
| Жужана Бекеч | Биатлон 15 km, жене  | 1:00:40,7 | 5      | 65.  |
| Ивет Селеши  | Биатлон 7,5 km, жене | 27:17,6   | 4      | 71.  |
| Ивет Селеши  | Биатлон 15 km, жене  | 56:34,8   | 1      | 58.  |

Мушки
| Такмичар      | Дисциплина           | Време   | Грешка | Поз. |
| ------------- | -------------------- | ------- | ------ | ---- |
| Имре Тагшерер | Биатлон 10 km, мушки | 29:08,6 | 3      | 75.  |
| Имре Тагшерер | Биатлон 20 km, мушки | 59:51,8 | 3      | 70.  |

## Боб
Жене, Боб
| Дисциплина   | Такмичар                 | 1. круг | 1. круг | 2. круг | 2. круг | Збир    | Збир |
| Дисциплина   | Такмичар                 | Време   | Поз.    | Време   | Поз.    | Време   | Поз. |
| ------------ | ------------------------ | ------- | ------- | ------- | ------- | ------- | ---- |
| Двосед, жене | Илдико Штрехли Ева Кирти | 49,99   | 12.     | 49,92   | 13.     | 1:39,91 | 13.  |

Мушки
| Дисциплина        | Такмичар                                                            | 1. круг | 1. круг | 2. круг | 2. круг | 3. круг | 3. круг | 4. круг | 4. круг | Збир    | Збир |
| Дисциплина        | Такмичар                                                            | Време   | Поз.    | Време   | Поз.    | Време   | Поз.    | Време   | Поз.    | Време   | Поз. |
| ----------------- | ------------------------------------------------------------------- | ------- | ------- | ------- | ------- | ------- | ------- | ------- | ------- | ------- | ---- |
| Четворосед, мушки | Николас Франкл Мартон Ђулаи Петер Палаи Берталан Пинтер Жолт Жомбор | 48,26   | 27.     | 48,18   | 27.     | 49,03   | 25.     | 49,08   | 25.     | 3:14,55 | 23.  |

## Брзо клизање
Жене
| Дисциплина    | Такмичар      | 1. круг | 1. круг | 2. круг | 2. круг | Збир  | Збир |
| Дисциплина    | Такмичар      | Време   | Поз.    | Време   | Поз.    | Време | Поз. |
| ------------- | ------------- | ------- | ------- | ------- | ------- | ----- | ---- |
| Кристина Еђед | 500 m, жене   | 39,47   | 27.     | 39,81   | 29.     | 79,28 | 27.  |
| Кристина Еђед | 1.000 m, жене | 1:17,11 | 24.     |         |         |       |      |
| Кристина Еђед | 1.500 m, жене | 1:59,86 | 23.     |         |         |       |      |

Мушки
| Дисциплина | Такмичар       | 1. круг | 1. круг | 2. круг | 2. круг | Збир  | Збир |
| Дисциплина | Такмичар       | Време   | Поз.    | Време   | Поз.    | Време | Поз. |
| ---------- | -------------- | ------- | ------- | ------- | ------- | ----- | ---- |
| Жолт Бало  | 500 m, мушки   | 36,24   | 26.     | 36,69   | 35.     | 72,93 | 31.  |
| Жолт Бало  | 1.000 m, мушки | 1:10,57 | 31.     |         |         |       |      |
| Жолт Бало  | 1.500 m, мушки | 1:48,27 | 30.     |         |         |       |      |

## Уметничко клизање
Жене
| Такмичар        | Дисциплина        | Кратки програм | Кратки програм | Обав. пр. | Обав. пр. | Збир | Збир |
| Такмичар        | Дисциплина        | Поен           | Поз.           | Поен      | Поз.      | Поен | Поз. |
| --------------- | ----------------- | -------------- | -------------- | --------- | --------- | ---- | ---- |
| Јулија Шебешћен | Појединачно, жене | 3,0            | 6.             | 8,0       | 8.        | 11,0 | 8.   |

Мушки
| Такмичар   | Дисциплина         | Кратки програм | Кратки програм | Обав. пр.             | Обав. пр.             | Збир                  | Збир                  |
| Такмичар   | Дисциплина         | Поен           | Поз.           | Поен                  | Поз.                  | Поен                  | Поз.                  |
| ---------- | ------------------ | -------------- | -------------- | --------------------- | --------------------- | --------------------- | --------------------- |
| Золтан Тот | Појединачно, мушки | 12,5           | 25.            | није се пласирао даље | није се пласирао даље | није се пласирао даље | није се пласирао даље |

## Брзо клизање на кратке стазе
Жене
| Такмичар      | Дисциплина    | Квалификације | Квалификације | Четвртфинале    | Четвртфинале    | Полуфинале      | Полуфинале      | Финале          | Финале          |
| Такмичар      | Дисциплина    | Време         | Поз.          | Време           | Поз.            | Време           | Поз.            | Време           | Поз.            |
| ------------- | ------------- | ------------- | ------------- | --------------- | --------------- | --------------- | --------------- | --------------- | --------------- |
| Ева Фаркаш    | 1.500 m, жене | 2:42,172      | 25.           |                 |                 | није се квалиф. | није се квалиф. | није се квалиф. | није се квалиф. |
| Сандра Лајтош | 500 m, жене   | 48,488        | 28.           | није се квалиф. | није се квалиф. | није се квалиф. | није се квалиф. | није се квалиф. | није се квалиф. |
| Сандра Лајтош | 1.000 m, жене | 1:40,688      | 19.           | није се квалиф. | није се квалиф. | није се квалиф. | није се квалиф. | није се квалиф. | није се квалиф. |
| Маријан Нађ   | 500 m, жене   | 46,980        | 26.           | није се квалиф. | није се квалиф. | није се квалиф. | није се квалиф. | није се квалиф. | није се квалиф. |
| Маријан Нађ   | 1.000 m, жене | 1:39,648      | 25.           | није се квалиф. | није се квалиф. | није се квалиф. | није се квалиф. | није се квалиф. | није се квалиф. |
| Маријан Нађ   | 1.500 m, жене | 2:39,615      | 23.           |                 |                 | није се квалиф. | није се квалиф. | није се квалиф. | није се квалиф. |

Мушки
| Такмичар       | Дисциплина     | Квалификације | Квалификације | Четвртфинале    | Четвртфинале    | Полуфинале      | Полуфинале      | Финале          | Финале          |
| Такмичар       | Дисциплина     | Време         | Поз.          | Време           | Поз.            | Време           | Поз.            | Време           | Поз.            |
| -------------- | -------------- | ------------- | ------------- | --------------- | --------------- | --------------- | --------------- | --------------- | --------------- |
| Балаж Кнох     | 500 m, мушки   | 42,533        | 18.           | није се квалиф. | није се квалиф. | није се квалиф. | није се квалиф. | није се квалиф. | није се квалиф. |
| Балаж Кнох     | 1.000 m, мушки | 1:31,061      | 20.           | није се квалиф. | није се квалиф. | није се квалиф. | није се квалиф. | није се квалиф. | није се квалиф. |
| Балаж Кнох     | 1.500 m, мушки | 2:40,617      | 24.           |                 |                 | није се квалиф. | није се квалиф. | није се квалиф. | није се квалиф. |
| Кристијан Сабо | 500 m, мушки   | 44,143        | 23.           | није се квалиф. | није се квалиф. | није се квалиф. | није се квалиф. | није се квалиф. | није се квалиф. |
| Корнел Санто   | 1.000 m, мушки | 1:31,391      | 21.           | није се квалиф. | није се квалиф. | није се квалиф. | није се квалиф. | није се квалиф. | није се квалиф. |
| Корнел Санто   | 1.500 m, мушки | 2:27,467      | 23.           |                 |                 | није се квалиф. | није се квалиф. | није се квалиф. | није се квалиф. |

### Скијашко трчање
Жене
| Такмичар     | Дисциплина   | Квалификације | Квалификације | Четвртфинале    | Четвртфинале    | Полуфинале      | Полуфинале      | Финале          | Финале          |
| Такмичар     | Дисциплина   | Време         | Поз.          | Време           | Поз.            | Време           | Поз.            | Време           | Поз.            |
| ------------ | ------------ | ------------- | ------------- | --------------- | --------------- | --------------- | --------------- | --------------- | --------------- |
| Жофиа Готшал | 1,5 km, жене | 3:42,98       | 54.           | није се квалиф. | није се квалиф. | није се квалиф. | није се квалиф. | није се квалиф. | није се квалиф. |
| Жофиа Готшал | 5 km, жене   |               |               |                 |                 |                 |                 | 17:36,6         | 72.             |

Мушки
| Такмичар        | Дисциплина    | Квалификације | Квалификације | Четвртфинале    | Четвртфинале    | Полуфинале      | Полуфинале      | Финале          | Финале          |
| Такмичар        | Дисциплина    | Време         | Поз.          | Време           | Поз.            | Време           | Поз.            | Време           | Поз.            |
| --------------- | ------------- | ------------- | ------------- | --------------- | --------------- | --------------- | --------------- | --------------- | --------------- |
| Маћаш Холо      | 1,5 km, мушки | 3:15,11       | 60.           | није се квалиф. | није се квалиф. | није се квалиф. | није се квалиф. | није се квалиф. | није се квалиф. |
| Маћаш Холо      | 10 km, мушки  |               |               |                 |                 |                 |                 | 33:15,1         | 78.             |
| Имре Тагшерер   | 1,5 km, мушки | 3:05,98       | 49.           | није се квалиф. | није се квалиф. | није се квалиф. | није се квалиф. | није се квалиф. | није се квалиф. |
| Имре Тагшерер   | 10 km, мушки  |               |               |                 |                 |                 |                 | 33:10,6         | 77.             |
| Золтан Тагшерер | 1,5 km, мушки | 3:01,90       | 40.           | није се квалиф. | није се квалиф. | није се квалиф. | није се квалиф. | није се квалиф. | није се квалиф. |
| Золтан Тагшерер | 30 km, мушки  |               |               |                 |                 |                 |                 | 1:30:50,1       | 68.             |